# Aboim da Nóbrega e Gondomar
Aboim da Nóbrega e Gondomar é uma freguesia portuguesa do município de Vila Verde, com 14,41 km² de área e 902 habitantes (censo de 2021). A sua densidade populacional é 62,6 hab./km².

## História
Foi constituída em 2013, no âmbito de uma reforma administrativa nacional, pela agregação das antigas freguesias de Aboim da Nóbrega e Gondomar.

## Património
- Capela de São João de Padronelo
- Igreja Paroquial de Aboim da Nóbrega ou Igreja de Nossa Senhora da Assunção

## Demografia
A população registada nos censos foi:
| Distribuição da População por Grupos Etários | Distribuição da População por Grupos Etários | Distribuição da População por Grupos Etários | Distribuição da População por Grupos Etários | Distribuição da População por Grupos Etários | Distribuição da População por Grupos Etários |
| -------------------------------------------- | -------------------------------------------- | -------------------------------------------- | -------------------------------------------- | -------------------------------------------- | -------------------------------------------- |
| Antes da agregação                           |                                              |                                              |                                              |                                              |                                              |
| Ano                                          | 0-14 anos                                    | 15-24 anos                                   | 25-64 anos                                   | >= 65 anos                                   | Total                                        |
| 2001                                         | 213                                          | 199                                          | 546                                          | 284                                          | 1242                                         |
| 2011                                         | 128                                          | 130                                          | 528                                          | 272                                          | 1058                                         |
| Após a agregação                             |                                              |                                              |                                              |                                              |                                              |
| Ano                                          | 0-14 anos                                    | 15-24 anos                                   | 25-64 anos                                   | >= 65 anos                                   | Total                                        |
| 2021                                         | 83                                           | 79                                           | 437                                          | 303                                          | 902                                          |